# Sniper Elite
 (décembre 2020).
Si vous disposez d'ouvrages ou d'articles de référence ou si vous connaissez des sites web de qualité traitant du thème abordé ici, merci de compléter l'article en donnant les références utiles à sa vérifiabilité et en les liant à la section « Notes et références ».
Sniper Elite est une série de jeux vidéo développée par Rebellion Developments. Il s'agit d'un jeu de tir tactique à la troisième personne qui met l'accent sur une approche moins directe du combat, encourageant le joueur, en tant que tireur d'élite, à utiliser la furtivité et à rester à distance des soldats ennemis.
Jusqu'à présent, la série a suscité des critiques relativement positives. Plus de 10 millions de jeux Sniper Elite ont été vendus.

## Système de jeu
Sniper Elite est un jeu de tir à la troisième personne impliquant des éléments de jeu furtif et de jeu de tir à la première personne. La plupart des niveaux en solo permettent aux joueurs de suivre plusieurs itinéraires afin d'éviter les échanges de tirs directs. Situé historiquement pendant la Seconde Guerre mondiale, le personnage du joueur utilise les armes appropriées à cette époque. Le fusil de précision est l’arme principale tout au long du jeu, bien que des armes supplémentaires (pistolets-mitrailleurs et pistolets) puissent être utilisées en fonction de la situation. En plus des grenades à main, le joueur peut également déployer des pièges tripodes, des mines antipersonnel et de la dynamite. Le joueur peut également tirer sur les propres grenades de ses ennemis pour déclencher une explosion.
Les jumelles sont utilisées pour marquer les ennemis en vue, affichant leur position et leurs mouvements au joueur. Différentes postures telles qu'accroupi ou couché sur le ventre peuvent réduire la fréquence cardiaque du personnage et donc stabiliser la visée du joueur ; le personnage peut aussi prendre une profonde inspiration pour une précision accrue. Une balistique réaliste est facultative, prenant en compte des facteurs tels que la direction et la force du vent et la pesanteur, pouvant modifier le résultat d'un tir même avec l'utilisation de la lunette. Le jeu Sniper Elite V2 ajoute une nouvelle composante à la franchise qui est la visualisation au ralenti des dégâts infligés à la partie du corps (os et organes) d'une cible touchée par un tir réussi. Dans le jeu Sniper Elite III, la mécanique furtive a été retravaillée. Une icône en forme de œil se plisse ou s'ouvre pour indiquer le niveau de détection du joueur par l'ennemi. Les soldats ennemis auront également une jauge circulaire au-dessus de leur tête pour indiquer le statut d'alerte. Les joueurs sont ensuite obligés de se déplacer pour empêcher la détection avec une image fantôme blanche pour marquer leur dernière position connue et l'ennemi effectuera une recherche dans une zone plus large.

## Liste des jeux
| Année | Titre                     | Plateforme                                                                        |
| ----- | ------------------------- | --------------------------------------------------------------------------------- |
| 2005  | Sniper Elite              | Windows, MacOS, PlayStation 2, Wii, Xbox                                          |
| 2012  | Sniper Elite V2           | Windows, Nintendo Switch, PlayStation 3, PlayStation 4, Wii U, Xbox 360, Xbox One |
| 2014  | Sniper Elite III          | Windows, Nintendo Switch, PlayStation 3, PlayStation 4, Xbox 360, Xbox One        |
| 2017  | Sniper Elite 4            | Windows, PlayStation 4, Xbox One, Nintendo Switch                                 |
| 2021  | Sniper Elite VR           | Windows, PlayStation 4, Meta Quest 1 & Meta Quest 2                               |
| 2022  | Sniper Elite 5            | Windows, PlayStation 4, PlayStation 5, Xbox One, Xbox Series                      |
| 2025  | Sniper Elite : Resistance | Windows, PlayStation 4, PlayStation 5, Xbox One, Xbox Series                      |

## Série dérivée
| Année | Titre                            | Plateforme                                        |
| ----- | -------------------------------- | ------------------------------------------------- |
| 2013  | Sniper Elite: Nazi Zombie Army   | Windows                                           |
| 2013  | Sniper Elite: Nazi Zombie Army 2 | Windows                                           |
| 2015  | Zombie Army Trilogy              | Windows, Nintendo Switch, PlayStation 4, Xbox One |
| 2020  | Zombie Army 4: Dead War          | Windows, PlayStation 4, Xbox One                  |

## Produits dérivés
Le livre imprimé par Rebellion Developments, Abaddon Books, a publié un roman inspiré du jeu, Sniper Elite: Spear of Destiny, écrit par Jasper Bark. Dans ce livre, la mission de Karl Fairburne est d'arrêter les nazis SS général Helmstadt de vendre un travail bombe atomique aux Soviétiques.
Une courte histoire écrite par Scott K. Andrews intitulée Sniper Elite V2 - Target Hitler a été publiée sous forme de livre électronique.
Une bande dessinée de 2018 est basée sur la série Sniper Elite: Resistance, écrite par Keith Richardson et Patrick Goddard. L'histoire suit Karl Fairburne alors qu'il est parachuté en France occupée dans le but de détruire une arme secrète ; mais au lieu d'une mission silencieuse de sabotage, il découvre que la résistance locale est compromise et que les SS attendent de pouvoir jouer un jeu mortel du chat et de la souris dans l'environnement terrifiant des rues d'une ancienne ville.
Le studio Rebellion lance un jeu de plateau issu de la série Sniper Elite. C'est un jeu de plateau asymétrique jouable à plusieurs ou en solitaire. Dans le mode solitaire, un joueur incarne un tireur d'élite allié pendant la seconde guerre mondiale tandis que les autres incarnent les soldats allemands tentant de le débusquer.